# 아네카 디 로렌조
아네카 디 로렌조(Anneka Di Lorenzo, 1952년 9월 6일 ~ 2011년 1월 4일)는 미국의 글래머 모델, 배우, 영화배우이다.

## 영화
- 드레스드 투 킬 (1980년)
- 칼리굴라 (1979년)
- 메살리나, 엠프레스 오브 로마 (1977년)